# リンケービン県

リンケービン県
Ringkjøbing Amt

リンケービン県（リンケービンけん デンマーク語:Ringkjøbing Amt）はかつて存在したデンマークの地方行政区画（県）。デンマーク北部、ユトランド半島北西部に位置し、北海に面する。行政府所在地はリンケービン。地方行政区画再編により、2006年12月31日をもって廃止され、翌2007年1月1日より、中央ユラン地域に組み入れられた。